# Vasudha Thozhur
Vasudha Thozhur (* 14. Oktober 1956 in Mysore) ist eine indische Malerin.

## Leben
Vasudha Thozhur wurde am 14. Oktober 1956 in der südindischen Stadt Mysore geboren. Ihr Studium am College of Arts and Crafts in Madras schloss sie 1979 mit dem Diplom in Malerei ab, danach erwarb sie 1982 ein Post-diploma in Malerei an der Croydon School of Art and Design in Croydon, im Süden von Groß-London. Zwischen 1981 und 1997 lebte sie überwiegend in Madras (1996 umbenannt in Chennai), wo sie in den Ateliers des Regionalzentrums der Lalit Kala Akademi sowie im Cholamandal Artists’ Village arbeitete. Nach einem Aufenthalt in Baroda (heute Vadodara) lebt und arbeitet sie nun in Noida.
Thozhur ist Associate Professor für Kunst an der School of Humanities & Social Sciences der Shiv Nadar University in Greater Noida.
Werke von ihr wurden unter anderem im Chicago Cultural Center (2007), im Kunstmuseum Bern (2007), im Haus der Kulturen der Welt in Berlin (2003) und in der National Gallery of Modern Art in Mumbai (2007 und 2003) sowie im Queens Museum of Art in New York gezeigt.

## Werk
Hinsichtlich der Maltechnik verwendet Thozhur sowohl Ölfarben als auch Wasserfarben, sie ist aber auch in weiteren Kunstgattungen wie Digitaldruck und Videokunst tätig.
In einigen Bildern der frühen 1990er Jahre kommen Symbole wie Wasser, Brücken und Boote vor, die auf einen Übergang hindeuten. Einige voll ausgefüllte Gemälde, die sie Mitte der 1990er Jahre schuf, tragen den ironischen Titel The Void (Die Leere). Dazu erläuterte die Künstlerin, der Titel beziehe sich einfach nur auf die Art und Weise, wie sie arbeitet: Sie beginne mit einer leeren Leinwand und füge dann Linien und Farben hinzu.
In der Serie Secret Life, entstanden 2000/2001, stellt sich die Künstlerin selbst dar, wobei sie die Grenzen des konventionellen Selbstporträts auslotet. In Secret Life von 2000 stellt sie sich sitzend dar mit einem Tiger zu ihren Füßen, der in indischen Mythen mit der Göttin Durga in Verbindung gebracht wird. Im Mittelteil des Triptychons Secret Life von 2001 steht eine mit einem Overall bekleidete androgyne Figur auf einem Stuhl und hängt ein Gemälde auf. Der Stuhl ist von einem Ring aus Feuer umgeben. Bei der Figur ist nicht klar, ob die Künstlerin dargestellt ist oder nicht.
Im Frühjahr 2012 zeigte sie in Neu-Delhi in der Ausstellung The Anatomy of Celebration Fotografien und Videos, die sie bei Hochzeitsfeiern aufgenommen hatte. Dabei geht die Bandbreite der Motive von Hochzeitsbaldachinen und Feuerwerken bis zu einfachen Plastikstühlen.
Die schweren Ausschreitungen 2002 im westindischen Bundesstaat Gujarat, vor allem in der Stadt Ahmedabad, thematisierte sie in einem Kunstprojekt, dessen Ergebnisse sie 2013 unter dem Titel Beyond Pain: An Afterlife in der Sakshi Gallery in Mumbai vorstellte. Gezeigt wurden großformatige Gemälde von Thozhur, aber auch Werke von sechs jungen Frauen aus Ahmedabad, die bei den Unruhen mehrere Angehörige verloren hatten und dadurch traumatisiert waren. Sie hatten zuvor noch nicht künstlerisch gearbeitet und schufen nun unter Thozhurs Anleitung Bilder und Videoarbeiten, die den Betrachtern Einblicke in ihre Gefühle gaben. Das Projekt fand in Zusammenarbeit mit der Hilfsorganisation Himmat statt und wurde durch die Indian Foundation for the Arts (IFA) gefördert.